# Cédric Lyard
Cédric Lyard est un cavalier international de concours complet (CCE).
Il est né le 22 janvier 1972 à Grenoble et a commencé l'équitation à l'âge de sept ans et la compétition à treize ans.
Cédric Lyard est chevalier de la Légion d'honneur
Il a obtenu ses meilleurs résultats internationaux avec la jument Fine Merveille qui est morte en juillet 2005 à l'âge de 12 ans d'un arrêt cardiaque lors d'une anesthésie générale pour une opération articulaire au boulet.

## Palmarès
Ses titres les plus connus sont :
- 2002 :  Vice-champion du Monde par équipe avec Fine Merveille aux Jeux équestres mondiaux de Jerez de la Frontera ;
- 2004 :  Champion olympique par équipe aux Jeux Olympiques d'Athènes avec Fine Merveille ;
- 2007 : 5e en individuel au Championnat d'Europe de Pratoni del Vivaro (Italie) avec Jolly Hope de Treille.
- 2008 : 1e du CIC***W (coupe du monde) sur Le Grand Complet de Martinvast (France) avec Jessy Mail.